# Пицофалконе (Бриндизи)
Пицофалконе (итал. Pizzofalcone) је насеље у Италији у округу Бриндизи, региону Апулија.
Према процени из 2011. у насељу је живело 24 становника. Насеље се налази на надморској висини од 62 м.